# 농본사회주의
농본 사회주의(Agrarian socialism)는 사유재산과 대조적으로 농업 및 농업 생산의 사회적 소유를 촉진하는 정치 이념이다. 농본 사회주의는 집단화된 농민 마을 사이에 농지를 균등하게 분배하는 것을 포함한다. 많은 농본 사회주의 운동은 농촌 지향적(탈중앙화 및 비국가 형태의 집단 소유를 강조)이고, 지역 중심적이며, 전통적이었다. 유럽, 아시아, 북아메리카, 라틴아메리카, 아프리카, 오스트레일리아를 포함한 전 세계 지역에서 농본 사회주의 정책을 추구하는 정부와 정당이 존재했다.
유럽의 농본 사회주의 정당으로는 사회주의혁명당(SR)이 있다. SR은 러시아 혁명 당시 20세기 초 러시아의 저명한 농본 사회주의 정당이었다. SR은 러시아 농촌 농민들 사이에서 많은 지지를 얻었는데, 특히 볼셰비키의 토지 국유화 프로그램에 반대하여 토지 사회화 프로그램을 지지했다. 이는 권위주의적 국가 관리 하의 집단화보다는 소작농에게 토지를 분배하는 것이었다.
아시아의 예로는 1940년대부터 1970년대까지의 (CCP)과 1970년대의 (CPK)이 있다. 20세기 중반 내내 CCP는 중국에서 농본 사회주의 정책 의제를 추구했다. CCP의 대약진 운동에서 영감을 받아, 1975년부터 1979년까지 CPK와 크메르 루주는 전체 도시 인구를 농촌으로 이주시켜 농부가 되도록 하는 극단적인 정책을 시행했고, 이는 기근에 기여했다.
북아메리카의 농본 사회주의 정당으로는 오클라호마 사회당과 캐나다의 협동연방(CCF)이 있다. 미국에서 오클라호마 사회당은 20세기 첫 20년 동안 농본 사회주의 정당으로서 지역 정치적 중요성을 누렸다. 1944년, CCF는 캐나다 서스캐처원주에 북아메리카 최초의 민주사회주의 정부를 구성했다.
라틴아메리카의 예로는 19세기 멕시코에서 원주민 우아스테카 문화가 스페인 제국주의와의 충돌의 일부로 발전시킨 농본 사회주의 운동과 정서가 있다. 20세기의 예로는 브라질의 토지 없는 노동자 운동과 쿠바 공산당이 있다. 1984년에 설립된 브라질 토지 없는 노동자 운동은 브라질에서 토지 개혁을 추구하는 사회주의 운동이었다. 쿠바 혁명 이후, 새로운 쿠바 공산당은 1959년 농지 개혁법과 1963년 농지 개혁법을 포함한 농본 사회주의 정책을 추구했다.

## 이론과 실제
농본 사회주의는 농본주의와 사회주의의 원칙을 결합한 정치 이념이다. 농본 사회주의는 자본주의적 농업을 조장하는 농업 정책과 대조적으로 농촌 인구의 집단화를 추구한다. 농업 집단화는 대규모 농업의 효율성과 생산성에 기여하면서도 토지 없음이나 도시 지역으로의 과도한 이주와 관련된 문제를 완화하려 한다.
농본 사회주의는 농촌 사회에서 생산수단(농장 등)의 사회적 통제, 소유, 활용을 강조한다. 또한, 농본 사회주의 하에서는 공동체, 공유, 지역 소유와 같은 원칙이 강조된다. 예를 들어, 소련 이후 러시아의 농촌 공동체에서는 "농가 노동의 사회적 조직은 상호 신뢰와 상호 의존의 매우 밀집된 네트워크에 기반하며" 이는 관리자-고용인 형태의 노동 필요성을 감소시켰다. 국민주의 이념은 농본 사회주의 이념과 결합되어 때로는 농민 주도 혁명의 토대가 되기도 한다. 예를 들어, 중일 전쟁 시대의 신생 중국 공산당의 민족주의 선전은 "대중의 동원을 촉진하고 이 동원의 형태를 결정하는 데 도움을 주었다."

## 유럽

### 디거스
17세기 잉글랜드의 종교 및 정치적 반대파인 디거스 그룹은 농본 사회주의와 관련이 있다.

### 헝가리 농촌의 농본 사회주의
헝가리에서의 농본 사회주의의 부상은 19세기 후반 헝가리의 비하르샤록에서 시작되었다. 이 사회주의 운동은 합스부르크 군주국 시대 헝가리 남동부의 봉건제 하에서 농부로 일했던 농촌 노동자와 토지 없는 농민의 착취에 대한 반응으로 일어났다. 1890년, (MSZDP)은 농업 노동자들을 동원하고 조직하기 시작했고, 이는 농촌 노동자와 가난한 농민들이 봉건 영주와 지역 치안판사에 항의하는 결과로 이어졌다. MSZDP는 농부의 임금 인상과 역역 폐지를 주장했다.
농본 사회주의자들 사이에서 첫 봉기는 1891년 5월 1일 오로슈하저와 베케슈처바에서 시작되었다. 이 봉기는 지역 당국과 헌병대가 농민들 사이의 메이데이 축제를 막으려 하고 농민들 사이의 노동자 단체를 법적으로 인정하기를 거부한 후에 발생했다. 이 봉기로 수백 명의 농촌 노동자와 농민이 체포되었다. MSZDP의 핵심 인물은 야노스 산토 코바치였으며, 그는 농민 농부들 사이의 토지 분배를 주장했다. 1894년 4월 22일, 헝가리 당국이 노동자 단체들 사이에서 사회주의 자료를 압수하고 야노스 산토 코바치를 체포한 후, 시위대가 호드메죄바샤르헤이 시청을 습격했고, 그 결과 군대가 수천 명의 시위대에게 발포했다. 이 봉기에 대한 폭력적인 반응은 사회주의 철학자 프리드리히 엥겔스의 관심을 끌었다. 이 봉기는 오스트리아-헝가리 정부가 계엄령을 선포하게 했고, 이로 인해 사회주의 활동가들의 대규모 체포와 헝가리 농촌 농민들에 대한 잔혹한 대우가 이어졌다. 정부는 농본 사회주의 운동을 진압하려는 노력을 계속했고, 1898년에는 농본 사회주의 잡지 폴드미벨로(Földmivelő)를 편집했던 이슈트반 바르코니를 투옥했다. 바르코니의 투옥은 오로슈하저 출신의 사회주의 여성 그룹이 농업 여성 노동자의 생계 임금 요구를 상세히 설명하는 기사를 발표한 후에 이루어졌다. 단속의 결과로 MSZDP는 사회주의 활동가들과 거리를 두었고, 이 운동은 지하로 잠입하여 페미니스트 협회와 같은 농본 사회주의를 옹호하는 여성 주도 운동과 그룹의 탄생을 가져왔다.
1908년 4월 6일, 농본 사회주의 지도자 400명의 농민 집단이 국립 농업당(Országos Földmívelő Párt)을 창당하기 위해 모인 발마주이바로시에서 두 번째 농본 사회주의 물결이 탄생했다. 당은 "동등한 선거권과 완전한 언론의 자유, 그리고 제한 없는 집회와 결사의 권리"를 요구했다. 국립 농업당은 MSZDP와 대조적으로 여성 참정권을 공개적으로 옹호하고 여성이 당의 깃발 아래 조직하도록 장려했다.
1918년, 헝가리 공산당이 창당되었고, 곧이어 헝가리 평의회 공화국이 수립되었지만 단명했다. 국립 농민당은 1939년에 결성되어 농민 농업 노동자들에게 토지 분배를 옹호했다.
공산주의 통치는 1948년 6월에 재개되었고, 헝가리 노동인민당이 집권하여 헝가리 인민공화국이 형성되었다. 1940년대 후반부터 헝가리는 소련에서 시작된 농업 집단화 시스템인 소련의 콜호스 모델을 채택했다. 이 모델에서 농민들은 농업 생산을 늘리기 위해 농업 자원을 완전히 합병했다. 강제 집단화와 그에 따른 협동조합의 부실 운영으로 인해 1950년대에 식량 부족이 발생했다. 1956년 헝가리 혁명 이후 헝가리는 엄격한 콜호스 모델을 포기하고 개인 소유의 작은 규모는 허용하되 토지의 대부분은 공동으로 경작하는 보다 유연한 형태의 협동조합을 선택했다.

### 러시아 인민주의 전통과 사회주의혁명당

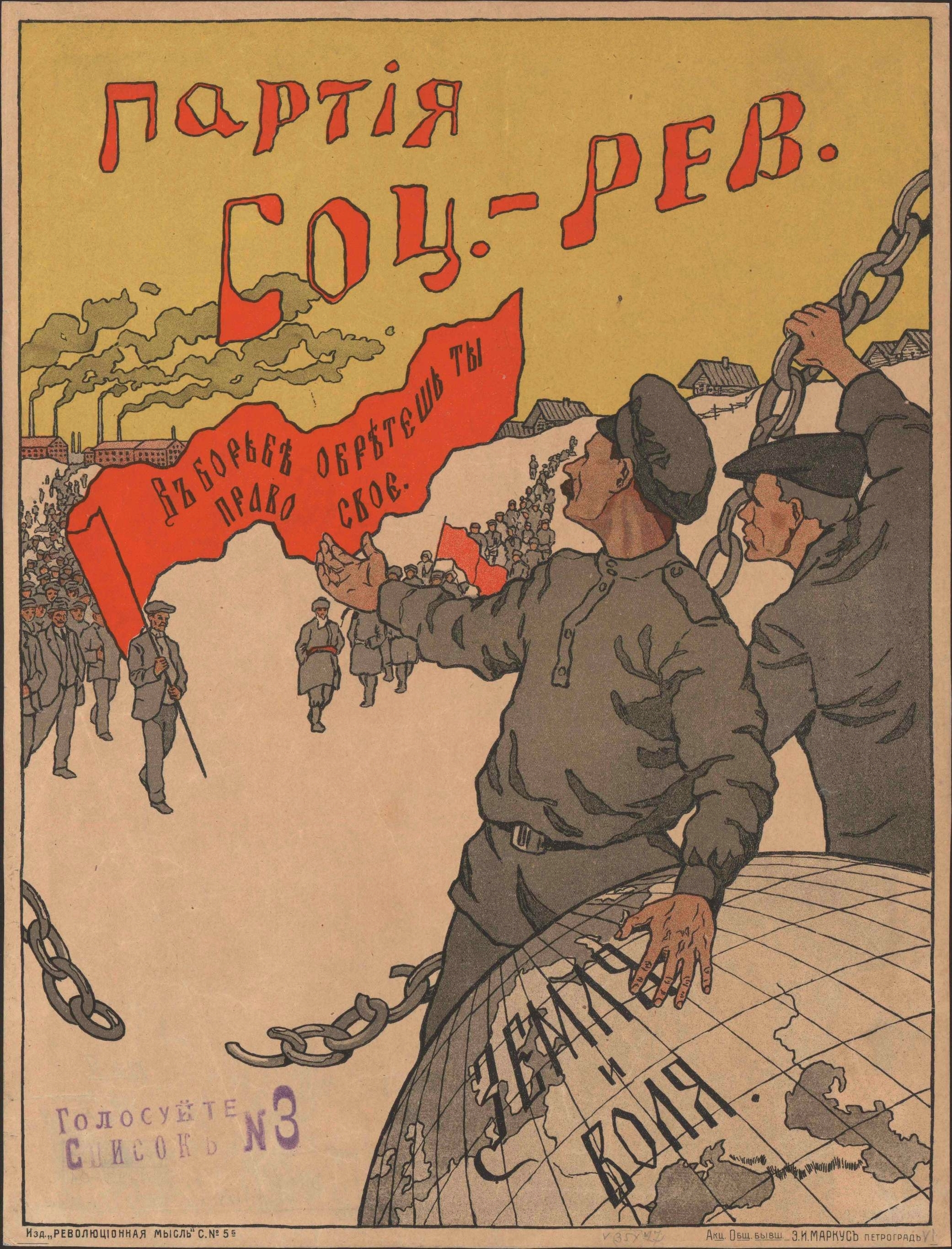
1917년 사회주의혁명당 선거 포스터: 붉은 색 글씨는 "사회주의혁명당"의 줄임말인 러시아어로 партия соц-рев이다. 현수막에는 당의 모토인 "투쟁 속에서 너의 권리를 찾으리라"(В борьбе обретешь ты право свое)가 쓰여 있으며, 지구본에는 "토지와 자유"(земля и воля)라는 슬로건이 쓰여 있다. 이는 당의 농본 사회주의 이념을 표현한다.

사회주의혁명당은 20세기 초 러시아의 주요 정당이었으며, 러시아 혁명의 핵심 주체였다. 1917년 러시아 2월 혁명 이후 자유주의, 사회민주주의, 기타 사회주의 정당들과 함께 러시아 임시정부 내에서 권력을 공유했다. 1917년 11월, 러시아 최초의 민주 선거인 제헌의회 선거에서 전국 투표의 다수를 얻었지만, 노동자평의회가 국가를 장악했고 볼셰비키는 사회주의혁명당을 포함한 소비에트 내 다른 정당들을 책동하여 제거하고 권력을 장악했다. 이는 러시아 내전과 그 후의 박해를 촉발했다.
사회주의혁명당의 이념은 1860년대와 1870년대 러시아의 인민주의 운동과 주로 알렉산드르 게르첸과 표트르 라브로프에 의해 발전된 세계관에 기반을 두었다. 1880년대에 쇠퇴하고 소외된 후, 러시아 사회 변화에 대한 인민주의 사상은 "네오나로드니키"(신인민주의자)로 알려진 작가 및 활동가 집단, 특히 빅토르 체르노프에 의해 부활하고 실질적으로 수정되었다. 그들의 주요 혁신은 마르크스주의와의 새로운 대화와 주요 마르크스주의 개념 일부를 사고와 실천에 통합하는 것이었다. 이러한 방식으로, 1890년대 러시아의 경제적 급성장과 산업화와 함께 그들은 전통적으로 농민 중심의 프로그램에 급증하는 도시 노동자를 유치하기 위해 호소력을 넓히려 했다.
목적은 차르 체제에 반대하는 사회의 모든 요소를 포함하도록 "인민"의 개념을 확장하는 것이었다.
당의 프로그램은 사회주의적이고 민주주의적 성격을 지녔으며, 특히 볼셰비키의 토지 국유화 프로그램에 반대하여 토지 사회화 프로그램을 지지했던 러시아 농촌 농민들 사이에서 많은 지지를 얻었다. 사회주의혁명당은 권위주의적 국가 관리 하의 집단화에 대한 볼셰비키의 열망보다는 소작농에게 토지를 분할하려 했다. SR의 정책 플랫폼은 러시아 사회민주노동당의 볼셰비키와 멘셰비키와 달랐는데, 일부 이념가들은 스스로를 마르크스주의자로 간주했지만 공식적으로는 마르크스주의가 아니었기 때문이다. SR은 "노동 농민"과 산업 프롤레타리아트가 러시아의 혁명 계급이라고 믿었지만, 볼셰비키는 산업 프롤레타리아트만을 혁명적이라고 간주했다.
사회주의혁명당은 생산수단 소유 측면에서 계급 구성원을 정의했지만, 체르노프와 다른 이론가들은 노동으로부터 잉여가치를 추출하는 측면에서 계급 구성원을 정의했다. 첫 번째 정의에 따르면 임금 노동자를 고용하지 않는 소규모 자영 농민은 토지 소유자로서 소자본가 계급에 속한다. 두 번째 정의에 따르면 그들은 노동력을 구매하는 것이 아니라 제공하는 모든 사람과 함께 "노동 계급"의 일부로서 프롤레타리아트와 함께 묶일 수 있다. 그럼에도 불구하고 체르노프는 프롤레타리아트를 "전위"로, 농민을 혁명 군대의 "주요 구성원"으로 간주했다.

## 아시아

### 중국공산당
1950년, 중국공산당(CCP)은 농지 개혁법을 제정하여 봉건 지주의 재산을 몰수하고 농민에게 재분배했다. CCP는 1952년부터 농업 집단화를 시작했다. 1952년부터 1958년까지 농업 생산은 꾸준히 증가했다. 당시 경제학자들은 중국의 농업 정책 시행을 1929년 소련의 집단화에 비해 성공적이라고 간주했다. 그러나 중국의 농업 생산량은 1959년부터 3년 연속으로 크게 감소하기 시작했다. 농업 위기는 기근으로 인해 9백만 명의 사망자를 발생시켰다.
농업 위기와 그 결과로 발생한 기근의 구체적인 원인은 논쟁의 여지가 있지만, 많은 출처는 이를 대약진 운동 때문이라고 본다. 1958년부터 1962년까지 중국공산당은 국가의 농업 및 산업 경제를 신속하게 발전시키기 위한 사회경제적 캠페인인 대약진 운동을 주도했다.

### 캄푸치아 공산당
캄보디아의 캄푸치아 공산당(CPK)이 1975년 집권하자 정부는 국가 농업 부문에 농본 사회주의 정책을 시행하기 시작했다. 지도부는 농업 협동조합 및 집단화 설립을 포함하는 정책 의제를 제시했다. 그들은 이러한 정책 우선순위를 마오쩌둥의 중국 대약진 운동에서 언어적, 이념적으로 영감을 받은 농본 사회주의 정체성으로의 "초대약진" 계획으로 언급했다. 자급자족적 독립과 자립에 대한 강조가 이 계획의 특징이었다. 완전한 자급자족을 달성하기 위해 CPK 지도부는 혁명이 농업, 특히 쌀 생산으로 유지될 것이라고 주장했다. 지도부는 캄보디아 쌀 생산량을 1년 안에 세 배로 늘리려 했다. 도시 거주자를 대규모로 농촌 농업 지역으로 대피시켜 농업 노동력을 대량으로 확보했다. 농업 개혁 정책은 1975년부터 1979년까지 대규모 아사와 기근 기간과 일치했다.
캄보디아의 초대약진은 중국의 대약진과 몇 가지 주요 차이점이 있었다. 중국의 코뮌은 국가 권력을 분산시키려는 의도였지만, 캄보디아에서는 코뮌에서의 노동과 생산의 모든 측면이 국가에 의해 통제되었다. 또한, 캄보디아 정책은 반산업 및 반도시 이념의 근본적인 정서를 가지고 있었다. 더욱이, 도시 중심지는 중국 농촌 경제의 완전한 붕괴를 완화하는 데 성공했지만, 캄보디아 농촌은 도움을 받을 수 있는 도시 중심지가 없었다.
로열 로즈 대학교의 연구원이자 정책 분석가인 케이트 프리슨 박사는 이러한 조건들이 캄보디아 농업 경제의 붕괴와 그로 인한 기근으로 이어졌다고 간주한다.

## 북아메리카

### 오클라호마 사회당
미국의 다른 사회당에 비해 오클라호마 사회당은 20세기 첫 20년 동안 정치적 중요성을 누렸다. 당의 선거적 중요성은 1914년 선거에서 최고조에 달했는데, 175명 이상의 사회주의 후보가 지역 및 카운티 직책에 선출되었고, 6명이 오클라호마주 주의회에 선출되었다. 주지사 선거에서 사회주의 후보 프레드 W. 홀트는 주 전체 투표의 20% 이상을 얻었다. 사회당의 지지 거의 대부분은 밀 재배 지역에서 나왔고, 상당한 지지는 농부들로부터 왔다.
미국 사회당의 준자율적인 계열사로서 오클라호마 사회당은 다른 SPA 지부와 달리 독특한 농본 사회주의 의제를 가지고 있었다. 많은 당 지도자들은 농민 동맹과 농민 연대를 포함한 이전 농업 운동 출신이었다. 오클라호마 사회당은 농업 집단화와 노동자 소유 농장을 옹호했으며, 작물 담보 제도, 고리대금, 소작인에 반대했다.

### 협동연방
협동연방(CCF)은 1932년 앨버타주, 캐나다에서 사회주의, 농업, 노동 단체의 통합으로 설립된 민주사회주의 정당이었다. CCF는 사회주의 실현을 명시적인 정치 목표로 삼았다.
서스캐처원주는 20세기 대부분 동안 주로 농촌 및 농업 주였으며, 1941년 노동력의 58%가 농업에 고용되었다. 1944년, CCF는 전례 없는 선거 승리로 북아메리카 최초의 민주사회주의 정부를 구성했다. CCF 지도부는 곧 서스캐처원에 보편적 메디케어를 시행했다. 이 승리 이후 CCF 정부는 20년 동안 집권했다.

## 라틴아메리카

### 브라질 토지 없는 농촌 노동자 운동
1984년 1월에 설립된 브라질 토지 없는 농촌 노동자 운동은 현상 유지에 도전하고 자본에 대한 노동자의 권리를 증진하려는 사회주의 운동이었다. 가톨릭과 루터 교회로부터 기증받은 토지에서 시작된 이 운동 회원들의 첫 번째 우선순위는 정착한 토지에 영구적으로 머무는 것이었다. 일단 정착한 후, 다양한 MST 지부는 브라질 공화국 헌법의 "사회적 기능" 구성 요소에 따라 합법화되었으며, 이는 사회에 대한 그들의 기여가 정부에 의해 인정되었음을 의미한다. 다음으로 MST는 사회주의 가치를 홍보할 방법을 찾았다. 쿠바에서 발견된 협동조합에서 영감을 받아 집단화의 형태로 답이 나왔다. 한 MST 지도자는 "농업 협력만이 정착촌이 생산을 가장 잘 발전시키고, 분업을 도입하고, 신용 및 신기술에 접근할 수 있게 해줄 것이다..."라고 말했다. 그러나 이 정착촌에서의 노동 합리화는 회원들 사이에 큰 긴장을 유발하여 즉각적인 성공을 거두지 못했다. 수익을 내지 못하는 능력과 협동조합의 관리자 및 관리자의 행동이 지주와 유사하다는 점과 같은 요인들이 MST의 진전을 정체시켰다. 그러나 MST의 이상에 대한 재평가가 그들의 투쟁을 재집중하는 데 도움이 되었다. 첫 번째는 농장에서 내리는 결정의 중심에 가족 또는 공동체의 이익을 두는 칸포네스 전통의 재도입이었다. 또한 그들은 대규모 생산과 노동 합리화를 생계형 농업으로 대체하여 노동 조직을 덜 경직적으로 만들었다. MST는 또한 같은 협동조합의 가족들이 서로 가까이 살도록 장려하는 칸포네스 문화의 또 다른 중요한 요소인 공동 생활에 참여했다. 마지막으로, 협동조합이 벌어들인 돈은 농업 기술, 건강 관리, 교육 시설 등을 유지하는 데 도움이 되도록 정착촌에 재투자되었다. 이러한 재브랜딩의 성공은 MST에게 많은 기회를 창출했다. 예를 들어, 1992년 브라질 농지 개혁 협동조합 연합은 교육, 기술 훈련, 조직 지원과 같은 것들에 대해 조직에 국가적 지원을 제공했다. 다음 해에 MST는 농지 개혁에 관한 기술 훈련 및 연구 기관의 일부가 된 첫 번째 협동조합 훈련 과정을 설립했다. 또한, 2008년까지 "MST는 140개의 농산업을 포함하여 다양한 종류의 협동조합 161개를 설립하는 데 도움을 주었다". 또한 MST는 식량 조달 프로그램(Food Acquisition Program)을 통해 정착촌의 경제적 안정성을 확보하기 위해 브라질 정부와 협력했는데, 이 프로그램은 브라질 공립학교에 제공되는 우유의 30%를 농지 개혁 정착촌에서 구매하도록 요구한다.

### 쿠바
7.26 혁명 이전에는 쿠바 정부와 쿠바 시민, 특히 농업에 종사하는 사람들은 설탕 거래에 매우 불만스러워했다. 이러한 자본주의 체제 하에서 미국 기업들은 소농에게 속했던 토지를 자신들의 농업 독점을 위해 차지했다. 빈곤, 실업, 문맹률은 10배로 증가했지만 쿠바인들은 경제에 심각한 피해를 주지 않고 이를 막을 방법이 없었다.
그러나 혁명의 성공은 쿠바에서 농민 친화적이고 사회주의적인 이상을 다시 일으켰다. 이는 새롭게 수립된 쿠바 공화국이 추진한 반제국주의 및 반식민지주의 캠페인의 일부였다. 이 새로운 정부 하에서 1959년 농지 개혁법과 1963년 농지 개혁법이 제정되었다. 이 법들은 수천 명의 농민에게 토지를 재분배하고 농촌 토지의 외국인 소유를 폐지함으로써 사회 및 경제 개혁의 촉매제 역할을 했다. 이전에는 기업이 소유했던 농장은 곧 소규모 가족 농장으로 이전되거나 국가가 자체적인 대규모 식량 생산 목적으로 취득했다. 협동 농장은 이 개혁 기간의 또 다른 산물이었는데, 이는 소규모 농장들이 함께 묶이는 것을 허용했다. 이는 쿠바 농업 인구의 목소리와 정치적 영역에서의 힘을 강화했다. 협동조합은 또한 매우 효과적이었는데, 1990년에는 75% 이상이 수익을 내는 반면, 국가 소유 농장은 27%만이 같은 수익성을 주장했다.
시간이 지남에 따라 더 많은 토지가 소규모 농민에게 주어졌으며, 쿠바의 국가 지원 농장은 1988년에는 경작지의 82%를 차지했지만, 2018년에는 경작지의 20%만을 차지했다.

### 우아스테코 농본 사회주의
원주민 우아스테카 문화는 공동체와 지역 소유를 다른 무엇보다 우선시했다. 자원을 공유하고 전체 마을을 위해 농사를 짓는 것은 일상생활의 일반적인 일이었다. 스페인 식민지화와 다른 국가들의 지속적인 제국주의는 그러한 생활 방식을 큰 어려움에 처하게 했다. 우아스테코스는 땅에 대한 권리를 잃고 최하위에 놓인 카스트 제도에 직면했다. 19세기에 크리올 및 메스티소 멕시코 엘리트들은 우아스테카인들의 땅을 수용하고 사유화하여 철도 건설 및 기타 자본 축적 개발을 포함한 자신들의 정치적 목표를 위해 억압했다. 우아스테카 농민의 사회주의적 급진화 과정은 주로 무장 충돌 이후 발생한 민족주의적 정서에서 비롯되었다.
멕시코 독립 전쟁에 참여하고 미국과 프랑스의 침략에 맞서 싸운 후, 우아스테카인들은 멕시코 시민으로서의 정체성을 발전시켰다. 그들은 다른 멕시코인들로부터 받은 억압으로부터 또 다른 정체성의 측면을 발전시켰다. 멕시코 시티의 아나키스트와 사회주의 사제들, 예를 들어 파드레 마우리시오 사발라의 급진화 노력과 크리올 및 메스티소 엘리트의 억압의 조합은 우아스테카인들이 농민 계급 의식을 발전시키는 데 도움을 주었다. 그들의 민족적 및 계급적 정체성이 결합되어 사유재산 폐지, 토지 권리 회복, 정부 대표 접근 권한 확보 및 기타 시민 자유의 원칙에 기반한 반란 정신을 만들어냈다. 우아스테코 사람들은 팸플릿, 책, 깃발을 사용하여 자신들의 이념을 전파했다. 1879년 농민 혁명의 마지막 뿌리는 1876년에 일어났는데, 포르피리오 디아스 장군이 농민들에게 현재 대통령인 세바스티안 레르도 데 테하다를 전복시키는 대가로 농민 토지 권리 회복을 약속하며 도움을 요청했다.
그러나 그는 자유주의 개혁을 시행하여 사유 재산법을 강화하고 우아스테카인들을 더욱 박해함으로써 그들을 배신했다. 멕시코의 모렐로 사람들 같은 다른 농민 집단은 디아스의 독재 통치 하에서 우아스테카인들과 같은 운명을 겪었다. 농민 집단은 힘을 합쳐 "멕시코의 빈곤하고 정치적으로 배제된 농촌 인구의 필요를 충족시키지 못하는 어떤 새로운 혁명 정부"를 폐지할 새로운 사회주의 혁명을 시작했다.

### 참고 문헌
- Botella-Rodríguez, Elisa; González-Esteban, Ángel Luis (October 2021). 《Past and present land reform in Cuba (1959–2020): from peasant collectivisation to re-peasantisation and beyond》. 《Rural History》 32. 249–264쪽. doi:10.1017/S0956793321000108. hdl:10366/157382.
- Campbell, Heather M (2009), 《The Britannica Guide to Political Science and Social Movements That Changed the Modern World》, The Rosen Publishing Group, 2009, 127–129쪽, ISBN 978-1-61530-062-4
- Diniz, Aldiva Sales; Gilbert, Bruce (July 2013). 《Socialist Values and Cooperation in Brazil's Landless Rural Workers' Movement》. 《Latin American Perspectives》 40. 19–34쪽. doi:10.1177/0094582X13484290.
- Hart, Paul. Bitter Harvest: The Social Transformation of Morelos, Mexico, and the Origins, of the Zapatista Revolution 1840–1910. Albuquerque: University of New Mexico Press, 2005.
- Johnson, Chalmers A. Peasant Nationalism and Communist Power: The Emergence of Revolution China 1937–1945. Stanford: Stanford University Press, 1962.
- O'Brien, David J.; Wegren, Stephen K.; Patsiorkovski, Valeri V. (April 2004). 《Contemporary Rural Responses to Reform from Above》. 《The Russian Review》 63. 256–276쪽. doi:10.1111/j.1467-9434.2004.00316.x.
- Saka, Mark Saad (2013). 《For God and Revolution: Priest, Peasant, and Agrarian Socialism in the Mexican Huasteca》. UNM Press. ISBN 978-0-8263-5339-9.

## 더 읽어보기
- Bissett, Jim (2002), 《Agrarian Socialism in America: Marx, Jefferson, and Jesus in the Oklahoma Countryside, 1904–1920》, University of Oklahoma Press
- Dejene, Alemneh (1987), 《Peasants, Agrarian Socialism, and Rural Development in Ethiopia》, Westview Press
- Lipset, Seymour (1971), 《Agrarian Socialism: Cooperative Commonwealth Federation in Saskatchewan : A Study in Political Sociology》, University of California Press
- Wilkison, Kyle G. (2008), 《Yeomen, Sharecroppers and Socialists: Plain Folk Protest in Texas, 1870–1914》, Texas A&M University Press